# Eupithecia memorata
Eupithecia memorata är en fjärilsart som beskrevs av Mironov 1988. Eupithecia memorata ingår i släktet Eupithecia och familjen mätare. Inga underarter finns listade i Catalogue of Life.